# Reflets (La Défense)
Pour les articles homonymes, voir Reflets.
Reflets ou Rythmes est une œuvre de l'artiste français Michel Deverne. C'est l'une des œuvres d'art de la Défense en France, à l'intérieur de la gare RER.

## Description
Reflets prend la forme de deux panneaux d'aluminium distincts. Les bas-reliefs sont constitués de feuilles d'aluminium presque horizontales dont la superposition crée une forme, simulant une impression d'espace et de vitesse. Les deux panneaux sont quasiment symétriques l'un par rapport à l'autre.

## Localisation
Les deux œuvres sont situées au niveau des quais, au-dessus des escalators conduisant aux sorties B et L.

## Implantation
L'œuvre est créée en 1970 et implantée à son emplacement actuel la même année.

## Artiste
Michel Deverne (né en 1927) est un artiste plasticien français.

## Pour approfondir